# Gesellschaft für Kunst und Gestaltung
Die Gesellschaft für Kunst und Gestaltung (gkg) ist ein gemeinnütziger Verein von Künstlern, Architekten, Gestaltern und Bürgern in Bonn.

## Zielsetzung
Der Zweck des Vereins ist es, auf lokaler, nationaler und internationaler Ebene Aktivitäten im Bereich von Kunst und Gestaltung zu entwickeln, durchzuführen und zu fördern. Im Sinn entsprechender Traditionen seit der Wende vom 19. zum 20. Jahrhundert widmet sich der Verein allgemeinen kulturpolitischen Fragen, insbesondere aber Fragen zur Gestaltung der menschlichen Umwelt durch Städtebau, Architektur, Design und Umweltschutz. Dabei sollen nach der Gründungssatzung von 1982 besonders künstlerische und gestaltgebende Bestrebungen seit 1945 mit konstruktiven, konkreten und rationalen Aspekten Berücksichtigung finden.

## Geschichte
Die Ursprünge der Gesellschaft für Kunst und Gestaltung liegen in den Aktivitäten des Galeristen Hajo Schütze begründet, der seine 1961 gegründete Galerie Schütze in Bad Godesberg als Forum für Künstler, Architekten, Psychologen und Soziologen verstand. Dieser Arbeitskreis sollte die Durchdringung aller Lebensbereiche mit Kunst im Sinne des Konstruktivismus diskutieren und entsprechende Projekte realisieren. Zwar beendete Schützes Tod 1967 die Initiative, doch entwickelten sich aus dem Umkreis der Galerie weitere Projekte.
1971 schlossen sich in Bonn Künstler zu einem überregionalen „Arbeitskreis für konstruktives Gestalten“ zusammen. Im gleichen Jahr gründete die Bonner Künstlerin und Kunstpromotorin Marianne Pitzen die Galerie Circulus, die ebenfalls konkrete Kunst zeigte. 1981 ging aus dem Arbeitskreis die Gruppe konkret hervor; 1982 riefen einige Kunstinteressierte die Gesellschaft für Kunst und Gestaltung als Ausstellungs- und Diskussionsforum und Dokumentationszentrum für konkrete Kunst- und Gestaltungsformen ins Leben. Zur gleichen Zeit übergab Marianne Pitzen die bis dahin unter ökonomischen Gesichtspunkten geführten Räume der Galerie Circulus der neugegründeten „Gesellschaft“, die am 15. September 1983 mit einer Ausstellung zur Druckgraphik von Leo Breuer ihren Ausstellungsbetrieb aufnahm.
Seit Anfang 1987 ist die Gesellschaft in Räumen am August-Macke-Platz am Bonner Hochstadenring 22–24 in unmittelbarer Nachbarschaft zum Bonner Kunstverein und zum Künstlerforum beheimatet.
Seit 2015 ist Andreas Denk Vorsitzender des Vereins.

## Ausstellungen
2015
- Stadt der Räume. Modelle und interdisziplinäre Überlegungen zu den Räumen der Stadt
- Lea Letzel und Nicola Schudy: raumspiel für zwei – raumaneignung (eins)
- Nancy Macko und Siegfried Cremer: System und Willkür
- 88 Tasten – Conlon Nancarrow und das Selbstspielklavier – raumaneignung (zwei)
- Andreas Brandolini, Michael Growe, Isabel Hamm, Interface, Jan Kath, Aurélie Mathigot und Daniel Tschannen: Möbel in Mimikry

2016
- Sophie Diener, Svetlana Holz: Baut ihnen Heimat – Ein Wohnkonzept zur Integration von Flüchtlingen
- Heinz Emigholz: rohschnitt dieste, Architektur als Autobiographie – raumaneignung (drei)
- Das Parlament der Dinge – raumaneignung (vier)
- Oliver Kruse: work work work work work work
- Rozbeh Asmani: Besetzte Farben
- Şakir Gökçebağ: Objectations

2017
- Circular. Eine Zeitschrift für Kunst, Gestaltung und Umwelt (1975–1983)
- Videonale 16 – Festival für Video und zeitbasierte Kunstformen
- Haus-Rucker-Co und O&O Baukunst: BONNERBODEN – 4 Bauten für Bonn
- Annett Zinsmeister: Searching for Identity
- Gesine Grundmann: 0:0
- Uwe Schröder: Monolith. Collagen und Modelle
- Aus dem Laufenden: Ein Kalendarium für das Jahr 2016 in Bild, Wort & Klang

2023
- Strom: Klänge